# Ponomarenkî, Velîka Pîsarivka
Ponomarenkî (în ucraineană Пономаренки) este un sat în așezarea urbană Velîka Pîsarivka din regiunea Sumî, Ucraina.

## Demografie
Componența lingvistică a localității Ponomarenkî
     Ucraineană (94,62%)
     Rusă (5,38%)
Conform recensământului din 2001, majoritatea populației localității Ponomarenkî era vorbitoare de ucraineană (94,62%), existând în minoritate și vorbitori de rusă (5,38%).